# Pokémon Ranger: Shadows of Almia
Pokémon Ranger: Shadows of Almia (Japans:Pokemon Renja Batonaji) is een Japans computerspel rond Pokémon dat verschenen is op 20 maart 2008. Pokemon Ranger: Shadows of Almia is de opvolger van Pokémon Ranger.
Het doel van het spel is hetzelfde, alleen zijn er nu meer Pokémon uit Pokémon Diamond & Pearl en uit Pokémon Platinum, en zijn er nieuwe missies.
Het doel van het spel is om Team Dim Sun te verslaan, een organisatie die alle pokémon wil hypnotiseren en ze wil besturen. Er gebeurt veel: een bosbrand, onderwater duiken en avonturen in ijs, vulkanen en woestijnen. Je moet ook samenwerken met Barlow, Crawford, Luana en Elaine, de eerste rangers en mechanics, en later met Keith, Sven, Wendy, professor Hastings en Chairsperson Erma. De 3 schurken waar het om gaat zijn Wheeler, Mr. Kincaid en president Blake Hall, die later Wyatt Hall schijnt te heten.

## Starter Pokémon
In de eerste missie heeft de speler keuze uit drie Pokémon.
| Nummer | Naam      |
| ------ | --------- |
| R-0244 | Starly    |
| R-026  | Pachirisu |
| R-027  | Munchlax  |